# Гарза, Алисия
Алисия Гарза (Alicia Garza; род. 4 января 1981, Лос-Анджелес) — американская правозащитница и литератор, соосновательница движения Black Lives Matter (вместе с Opal Tometi и Patrisse Khan-Cullors). В 2016 году называлась в числе самых влиятельных афроамериканцев по версии The Root. Лауреат Сиднейской премии мира (2017).
Движение Black Lives Matter возникло в ответ на оправдательный приговор волонтеру-патрульному Джорджу Циммерману, в 2012 году во Флориде убившему 17-летнего чернокожего Трейвона Мартина.
В 2014 году Гарза написала в Фейсбуке пост, который сама назвала «любовным посланием афроамериканцам», оканчивавшийся словами: «Черные люди. Я люблю вас. Я люблю нас. Наша жизнь имеет значение. Жизни черных имеют значение». Её к тому времени уже близкая подруга Патрисс Каллорс расшарила этот пост с хештегом #blacklivesmatter, что называют послужившим появлению движения Black Lives Matter. В 2018 году основала Black Futures Lab.
Также является соучредительницей организации Supermajority (в 2019), призванной ангажировать политически два миллиона женщин. Патрисса Каллорс заявляла, что она и Гарза являются марксистками. На праймериз накануне президентских выборов 2016 года Гарза поддерживала Берни Сандерса, накануне выборов 2020 года — Элизабет Уоррен.
Отмечена Glamour Women of the Year Award (2016) и Marie Claire New Guard Award (2016).
Её статьи и интервью появлялись в Time, Mic, The Guardian, Elle.com, Essence, Democracy Now!, The New York Times. Ежемесячно пишет для Marie Claire.
В 2020 году ожидается выход её книги «How to Turn a Hashtag Into a Movement».